# Нидерланды на летних Олимпийских играх 1956
Нидерланды принимали участие в Летних Олимпийских играх 1956 года в Стокгольме (Швеция) в одиннадцатый раз за свою историю, но не завоевали ни одной медали. В Мельбурне сборная не принимала никакого участия из-за военного вмешательства СССР в Венгрию.

## Участники
- Конный спорт, мужчины — Алексей Панчулидзев, Очков — 586,5, Время — 16:05, Место — 28.